# Маале-Гамла
Маале-Гамла (ивр. מעלה גמלא‎) — мошав на Голанских высотах, на оккупированных Израилем территориях Сирии. С точки зрения административно-территориального деления Израиля, входит в состав Северного округа, относится к региональному совету Голан.
Мошав расположен на высоте 110 метров над уровнем моря (320 метров над уровнем воды в озере Кинерет) между долиной Бейт-Цида и каньоном Нахаль Далиот в 4 километрах от берега Кинерета. С севера расположен заповедник Яар-Иехуда.

## Создание
Мошав основан в 1975 году и назван так в честь крепости Гамла, расположенной недалеко. Создание поселка было ответом на резолюцию ООН, осуждающую сионизм.

## Население
По данным Центрального статистического бюро Израиля, население на начало 2020 года составляло 557 человек.

## Экономика
Большая часть жителей заняты в сельском хозяйстве (плантации манго, личи, бананов, авокадо, фиников и винограда). Мошав является местным туристическим центром, в нём есть несколько десятков домиков для отдыха, СПА, конюшни. Работают несколько детских садов. Базовое образование детям дается в соседнем посёлке Бней-Иегуда, высшее школьное образование в городе Кацрин. В мошаве есть магазин хозяйственных и продовольственных товаров, паб,